# Brad Rutter
Bradford Gates Rutter (Lancaster, Pennsylvania, 1978. január 31. –) amerikai színész és televíziós vetélkedő-játékos. Arról vált híressé, hogy az Amerikában futó Jeopardy  vetélkedőben a legnagyobb nyereményét szerezte meg a játék története során, továbbá a második legnagyobb nyereményt a vetélkedőkön résztvevők közül.

## Jeopardy
2011. február 14. és 16. között meghívást kapott ismét a Jeopardy játékba, hogy összemérje tudását az IBM Watson nevű szuperszámítógépével és Ken Jenningsszel. A játékot a számítógép nyerte: Watson 1 milliót, Ken Jennings 300 ezret, míg a harmadik játékos, Brad Rutter 200 ezer dollárt nyert.

## További információ
- Brad Rutter az Internet Movie Database-ben (angolul)
- Brad Rutter a Rotten Tomatoeson (angolul)